# Salimata Coulibaly
Pour les articles homonymes, voir Coulibaly.
Salimata Coulibaly est une athlète ivoirienne. 

## Biographie
Salimata Coulibaly est médaillée d'argent du saut en hauteur aux Championnats d'Afrique d'athlétisme 1982 au Caire et médaillée de bronze aux Championnats d'Afrique d'athlétisme 1984 à Rabat et aux Championnats d'Afrique d'athlétisme 1988 à Annaba.
Elle est médaillée d'or du saut en hauteur lors des Jeux universitaires ouest-africains de 1989 à Ouagadougou.
Elle est sacrée championne de Côte d'Ivoire du saut en hauteur en 1981, 1982 et 1986.